# Navarra Suma
Navarra Suma, abrégé NA+, était une coalition politique formée par l'Union du peuple navarrais, le Parti populaire et Ciudadanos en vue des élections générales et des élections au Parlement de Navarre de 2019.

## Historique
Le 2 mars 2019, le conseil politique de l'Union du peuple navarrais (UPN) valide à 72 % le choix de son président de sceller un accord électoral avec le Parti populaire (PP) dans le cadre des élections générales d'avril 2019 et des élections régionales et locales de mai suivant. Il s'agit de la première fois que les deux formations politiques se présentent sur une seule liste depuis 2008, date à laquelle le pacte qui les unissait depuis 1991 a été rompu. José Javier Esparza justifie alors ce choix par la nécessité de « se joindre » face aux différents nationalismes. L'accord précise que le PP s'engage à soutenir le régime foral et à modifier la quatrième disposition transitoire de la constitution espagnole offrant la possibilité à la Navarre de fusionner avec le Pays basque au sein d'une communauté autonome unique,,.
Le 11 mars 2019, le conseil politique de l'UPN valide à 94 % de former une alliance électorale avec Ciudadanos qui prend le nom de Navarra Suma,. UPN refuse expressément d'intégrer Vox à la coalition. La coalition se présente alors comme un « mur de contention » face au nationalisme.
La coalition présente ses listes électorales le 20 mars. Au Congrès des députés, les deux premières places sont occupées par UPN, la troisième par le PP et la quatrième par Ciudadanos. Au Sénat, Ciudadanos est tête de liste, le PP occupe la seconde place et UPN la troisième,.

## Résultats électoraux

### Élections générales
| Année   | Tête de liste | Voix    | %       | Rang | Mandats | Gouvernement |
| ------- | ------------- | ------- | ------- | ---- | ------- | ------------ |
| 04/2019 | Sergio Sayas  | 107 619 | 29,32 % | 1er  | 2 / 5   | Opposition   |
| 11/2019 | Sergio Sayas  | 99 078  | 29,58 % | 1er  | 2 / 5   | Opposition   |

### Élections au Parlement de Navarre
| Année | Tête de liste       | Voix    | %     | Rang | Mandats | Gouvernement |
| ----- | ------------------- | ------- | ----- | ---- | ------- | ------------ |
| 2019  | José Javier Esparza | 127 346 | 36,57 | 1er  | 20 / 50 | Opposition   |